# Философская правовая семья
Философская правовая семья является составным элементом сравнительного правоведения и юридической географии мира. Она включает национальные правовые системы стран Дальнего Востока, из которых основными или базовыми для данной семьи являются китайское право, японское право, корейское право, а также правовые системы Лаоса, Таиланда, Вьетнама, Камбоджи, Мьянмы и Бутана.
Философская правовая семья в некоторых источниках исходя из географического признака также именуется дальневосточной правовой семьёй, поскольку действует в регионе Дальнего Востока и Юго-Восточной Азии. Термин философская правовая семья был введён в оборот французским учёным Рене Давидом.
Философская правовая семья является уникальным, очень древним, и своеобразным  традиционным правовым феноменом, где составными частями являются не привычные западному юристу понятия, а философские категории такие как гармония и справедливость. Несмотря на то, что в настоящее время многие страны Дальнего Востока унифицировали свои национальные правовые системы подобно европейским, общество там по прежнему остаётся традиционным и предпочитает в большинстве случаев решать правовые споры внесудебным путём, дабы не нарушать гармонию.
Фундаментальной правовой системой для всей философской правовой семьи является правовая система Китая. Китайское право относится к одной из древнейших ныне существующих национальных правовых систем, поскольку Китай — это одна из четырёх колыбелей человеческой цивилизации.
Наиболее важными философскими составляющими китайского права являются даосизм, конфуцианство и легизм. Китайская правовая система своими корнями уходит в XVI век до н.э. к эпохе правления первой династии китайских императоров Шан (Инь). Именно развитие китайского общества и государства повлияло на развитие китайского права, которое оказало огромное влияние на формирование правовых систем сопредельных с Китаем территорий, ставших позднее государствами сегодняшнего дальневосточного региона.